# ピエール・ラヴァル
ピエール・ラヴァル（フランス語: Pierre Laval,　1883年6月28日 - 1945年10月15日）は、フランスの政治家。第三共和政下で2度首相を務めた。1940年のフランス敗北後にはヴィシー政権の成立に主導的な役割を果たし、副首相および首相を務め、積極的な対独協力政策（コラボラシオン）を主導した。

## 来歴

### 生い立ち-弁護士時代
ピュイ＝ド＝ドーム県出身。父親は肉屋と宿屋を経営し、学問とは縁がない環境で育ったが、奨学金を得て大学入学資格と学士号を取り、法学の学位を修めて弁護士となった。故郷の名士の娘と結婚したことで急進社会党の市長と県会議員が身内となり、顧客は社会主義者や労働組合員が多くなった。弁護士時代のラヴァルは、訴訟を実際に起こすのを避けていた。彼は「噛みつきの技」と呼ばれる、説得に長けた人物であったという。

### 第三共和政期

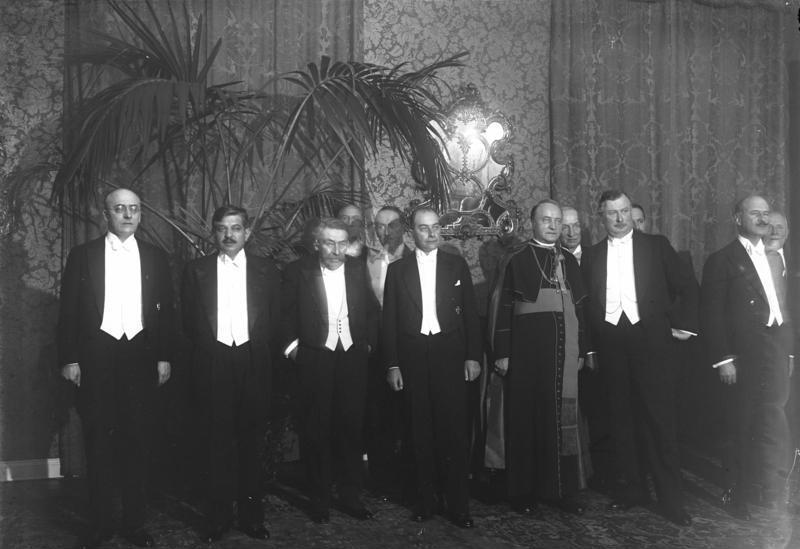
1931年、ドイツ首相官邸を訪問するラヴァル（左から2人目、左端はハインリヒ・ブリューニング）

1914年、31歳の時にパリ近郊のオーベルヴィリエ市の市会議員として政治活動を開始した。最初フランス社会党で活動したが、第一次世界大戦を機に社会主義から保守派に転向した。一方で反戦デモを鎮圧した政府の対応を批判したり、ヴェルサイユ条約によるドイツへの苛酷な懲罰には反対している。1920年の社会党の分裂では独立派に転じた。政党に属さず政治的立場を明確にしない日和見の政治家となったが、弁護士としては収入は格段に増え、新聞やラジオ局のオーナーにもなった。1923年にはオーベルヴィリエ市の市長となっている。
ラヴァルは下院議員と上院議員を務め1925年から大臣になった。保守系の支持を得て1930年代から1940年代に3度にわたって首相を歴任した。また1931年には米『タイム』誌によって「マン・オブ・ザ・イヤー」に選ばれている。1931～32年は首相兼外相であったが、フランスも世界恐慌の煽りを受け、政権は混乱した。1934年10月からは外相を務め、1935年1月には当時台頭しつつあったナチス・ドイツに対抗すべくイタリアとローマ協定を結んだ。4月にはドイツに対抗して、イギリス・イタリアとストレーザ戦線を締結した。また5月には慎重ながらもようやく仏ソ相互援助条約を締結。1935年6月には再び首相兼外相になった。
10月から始まったエチオピア危機では、イタリアに対し宥和的態度を取った。イギリス外相サー・サミュエル・ホーアとともに危機を調停する秘密協定案を話し合ったが、イタリアの侵略を認める内容のため世論の批判を買い、協定案は廃案となった。9月18日、五国委員会はエチオピアの独立を連盟が保障するかわりに指導下に置き、イタリアが望む国境線変更を行う代償として、英仏がイギリス領ソマリランドおよびフランス領ソマリランドから若干の領土をエチオピアに割譲するという調停案を出した。
1936年には議席を失い、1930年代終わり頃にはすでに盛りの過ぎた政治家だった。

### ヴィシー政権の成立
しかし、第二次世界大戦勃発後の1940年5月、フランスはナチス・ドイツの侵攻を受け降伏すると、アルジェリアで亡命政府を立ち上げ戦闘を継続しようとしていた大統領たちを、上下両院を代表して説得してあきらめさせ、アルジェリアにむかった一部の者は現地でフランス市民権を剥奪した。こうして主導権を握ると第三共和政を解体し、フィリップ・ペタンを国家主席とするヴィシー政権を成立させ、副首相に就任した。ペタンに独裁権力を与えた1940年7月10日の憲法的法律においてはペタンに無断で条文を修正している。
ラヴァルの親独姿勢はあくまで「ドイツはフランスの積極的協力無くしてヨーロッパを建設できるわけがないのだから」「ドイツがやがて武器を置く日（ドイツ勝利の日）には、フランスはそれ相当の地位を与えられるだろう」という観測に基づく打算的なものと、「私はドイツの勝利を願う、もしそうならなければボルシェヴィズムが蔓延するからだ」という発言に見られるような反共的なものであった。またラヴァルは権威主義的なヴィシー政権を成立させたものの、本質としては議会主義者であった。しかしドイツ側にはラヴァルの姿勢は見抜かれており、当時の駐仏ドイツ大使オットー・アベッツは「ドイツの権威筋はラヴァルを最大の疑惑を持たずに眺めたことはなかった」と回想している。アドルフ・ヒトラーもまた「私に語った言葉を心底では信じていない」「典型的な民主主義的政治家というやつだ」と警戒している。ペタンは独裁権力を与えたラヴァルに一種の遠慮のような者があったが、最小限に協力を留めるべきと考えていたため、ペタン派とラヴァル派との関係はよくなかった。しかし、ペタン派にとってもドイツとの交渉を行う「汚れ役」として、ラヴァルの存在を利用していた側面がある。
しかしペタン派によるラヴァルへの不満は高まり、11月にはアルザス＝ロレーヌがドイツに編入されたことによって、ラヴァルへの国民の反発も高まった。12月13日、副首相の地位から解任された。自宅軟禁にされたがドイツ側の抗議によって取り止められた。これ以降、ラヴァルと親しかったアベッツは、ペタンに対する圧力を強めている。1941年8月27日には狙撃され、銃弾が心臓に届くほどの重傷を負ったが一命は取り留めた。この際、彼は暗殺者の処刑に反対している。

### 占領下の首相

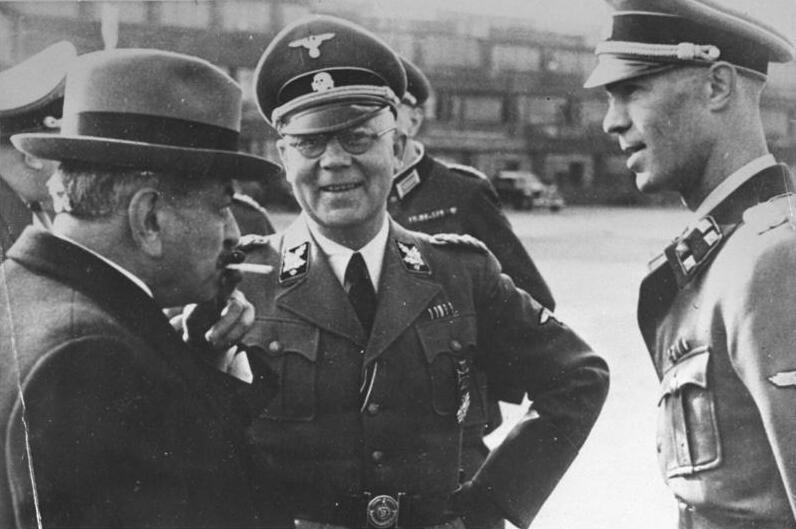
1943年、カール・オーベルク（中央）と談笑するラヴァル（左）

1942年、フランソワ・ダルラン副首相の対独協力政策が行き詰まり、4月18日にラヴァルが首相（政府主席：chef du gouvernement）として政府に復帰した。従来の副首相ではなく、自立性と発議権を持った首相としての復帰はラヴァルが要求したものである。ペタン派は実質的に影響力を失ったが、親ナチスの勢力が台頭し、かえってラヴァルが親ナチス派による過度の対独協力に抵抗することもあった。
ラヴァル首相時代の政府は、義務協力労働でドイツ側に多数の労働力を提供し、積極的に反ユダヤを掲げるなど対独協力政策を主導した。10月のアントン作戦以降はイデオロギー的にナチズムに共鳴する親ナチス派の勢力が閣僚の大部分を占めるようになり、ラヴァルは政府内で孤立するようになった。

### 裁判と死
1944年8月、連合国軍がフランスに侵攻すると、ラヴァルはパリ解放の前にドイツへ脱出したがベルリン陥落直前3ヶ月の期限付きで滞在を認められたのでスペインに逃亡した。だが、延長は認められずアメリカ軍に引き渡され、フランス政府によってペタンと共に戦犯として起訴され、1945年7月に大逆罪（国家反逆罪）で死刑判決を受けた。ペタン派の証人はすべて「悪いのはピエール・ラヴァルだ」とコラボラシオンの罪をラヴァルに押しつける発言を行っている。
同年10月15日の執行日の朝、青酸カリを飲み自殺を図るが、迎えに来た検事長たちに発見され、ただちに医師による胃洗浄が行なわれた（使用した青酸カリが古かったため、変質していた）。2時間にわたる作業の結果、正常に心臓が動き出すと、係官に支えられながら護送車に乗り込んだ。刑場に着くと落ち着いた態度で挑み、最後に「フランス万歳」と叫び銃殺刑に処された。遺体はティエの無銘の墓に埋葬されたのち、娘婿で弁護士のルネ・ド・シャンブランの尽力によってモンパルナス墓地のシャンブラン家の墓石に埋葬され、後に59年に亡くなったラヴァルの妻も埋葬された。
死後の1947年にスイスで発行された著書『ラヴァルは語る』では、自分が行ってきた政策はすべてフランス人にとって最も有益な唯一の政策だったし、そのことを誇りに思っていると述べている。

## 評価

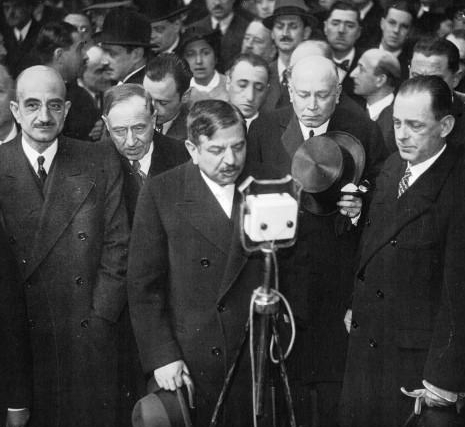
1935年、モスクワから帰国しスピーチするラヴァル

ラヴァルは積極的にドイツ協力を押し進めた人物として、極めて非難されている。ペタンの支持者によっても、対独協力の罪を押しつけられる傾向がある。
また、どんな意見をも飲み込む人物だとして「これは人間ではない。（調味料を入れるような）小瓶だ」とも評されている。

## ラヴァルを描いた作品
- 城から城（フランス語版） - ルイ＝フェルディナン・セリーヌの小説で、ラヴァルを一種英雄的に描いている[21]。セリーヌはヴィシー政府の支持者であり、ラヴァルとともにドイツでの亡命生活を送った。また個人的にも便宜を図ってもらったことがあるなど、極めて親しい関係だった[22]。